# Kokstad
Kokstad és una ciutat del districte de Sisonke a la província de KwaZulu-Natal, Sud-àfrica. Kokstad rep el nom del cap griqua Adam Kok III que es va establir aquí el 1863. Stad és la paraula en neerlandès i afrikaans per ciutat.
La ciutat fou construïda en els pendents exteriors del Drakensberg i és 1,302 m per sobre del nivell de mar. Darrere seu el Mount Currie té una alçada de 2,224 m. És un centre d'elaboració de formatge i altres productes làctics.
Kokstad és actualment la població de més ràpid creixement de KwaZulu-Natal, amb aproximadament 50.000 persones que hi resideixen.

## Història
El 1820 la tribu griqua que vivia a Griquatown (a Sud-àfrica central) es va dividir i sota el lideratge d'Adam Kok III, descendent de l'excuiner que va establir la tribu, una part primer es va traslladar a Philippolis (al sud de l'Estat Lliure d'Orange). El 1861 diversos centenars de griques es van traslladar a través de les muntanyes de Drakensberg avall cap al Ongeluks Nek a la proximitat de la moderna Kokstad. Les causes per les que es van moure són incertes, però es diu que per la creixent confrontació amb el Voortrekkers que s'havien establert al nord del riu Orange per fugir de les lleis britàniques. Els voortrekkers, en gran part neerlandesos, es van assegurar arrendaments sobre terres dels griques i en acabar els arrendaments van rebutjar retornar-les. El gran forat de Kimberley era al centre de la controvèrsia per un d'aquests arrendaments.
Els griques van ser forçats a viatjar més enllà del Drakensberg a una regió que havia estat despoblada pel gran rei Zulu Shaka—per això el seu nom de "Nomansland". Els griques van arribar a la seva nova "terra promesa" però divuit mesos més tard estaven esgotats i la majoria del seu bestiar havia mort. Els empobrits griques va anomenar la muntanya on es van establir Mount Currie després que Sir Walter Currie els va donar suport per establir-se en el lloc. Una vegada que el seu dirigent, Adam Kok, es va establir, va rebatejar la seva terra com a Nova Griqualàndia. Cada mascle griqua que es va establir a aquesta terra rebia una granja d'uns 3,000 acres (12 km²), però la majoria d'ells van vendre la seva terra barata a colons blancs i es van malgastar els diners

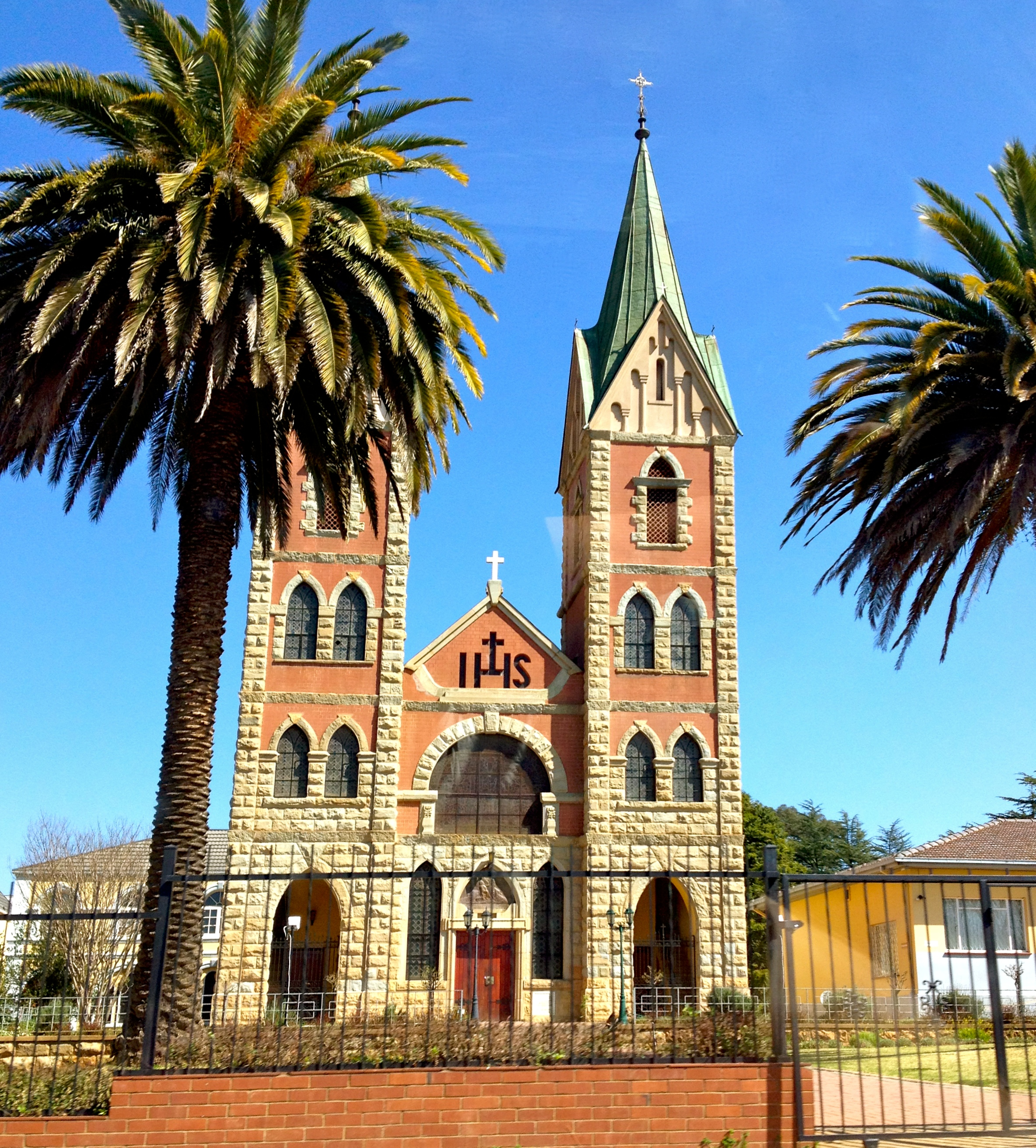
Catedral catòlica de St Patricks

Quan el 1869, els griques van demanar al Reverend William Dower que establís una missió, aquest va accedir amb la condició que s'establissin en un lloc més adequat en les ribes del riu Mzimhlava
Dos colons europeus prominents George Brisley i Donald Strachan va jugar una funció important en el desenvolupament inicial de Kokstad i de Griqualàndia Oriental: la seva botiga de comerç, Strachan i Co, va introduir a Sud-àfrica la primera moneda indígena—un conjunt de fitxes comercials que van circular a través d'una àmplia regió, cobrint una àrea de la mida d'Irlanda.
El 1874 Griqualàndia Oriental va caure en mans del britànics com a colònia i cinc anys després va quedar en possessió de la Colònia del Cap. El primer hotel en Kokstad, El Reial, va ser obert per un africà-americà qui també va començar un diari (el Kokstad Advertiser) el 1881. Kokstad esdevingué un municipi el 1892. El 1904 la població era de 2903 dels que un terç eren griques. Avui doa la població de Kokstad està per sobre de les 50.000 persones.

## Persones notables associades amb Kokstad
- Wilfrid Napier, arquebisbe catòlic Romà
- Rosa Hope, artista
- Sir Walter Stanford, magistrat de l'era colonial